# Эшбах (Пфальц)
Эшбах (нем. Eschbach) — община в Германии, в земле Рейнланд-Пфальц.
Входит в состав района Южный Вайнштрассе. Подчиняется управлению Ландау-Ланд. Население составляет 671 человек (на 31 декабря 2010 года). Занимает площадь 3,66 км².